# Albert Bierstadt
Pour les articles homonymes, voir Bierstadt.
Albert Bierstadt, né le 7 janvier 1830 à Solingen (province de Rhénanie) et mort le 18 février 1902 à New York, est un peintre allemand naturalisé américain.
Connu pour ses paysages de l'Ouest américain, Bierstadt faisait partie de l’Hudson River School, un groupe informel de peintres du XIXe siècle pratiquant une peinture romantique, baignée d’une lumière radieuse.

## Biographie
Albert Bierstadt est né à Solingen en province de Rhénanie. Sa famille émigre à New Bedford en 1833. Il étudie la peinture avec des membres de l’École de peinture de Düsseldorf de 1853 à 1857 et voyage sur le continent européen avec ses amis, les peintres Sanford Robinson Gifford et Worthington Whittredge.
De retour aux États-Unis, il enseigne un temps le dessin à New Bedford avant de se consacrer entièrement à son art. En 1859, il entreprend un voyage vers l’Ouest jusqu'aux montagnes Rocheuses, en compagnie d’un arpenteur du gouvernement américain. Il retourne dans l’Ouest en 1863 avec l’écrivain Fitz Hugh Ludlow (en), dont la femme devint plus tard son épouse.
En 1863, Albert Bierstadt demande à William Byers, fondateur du journal de Denver, le Rocky Mountain News, de lui servir de guide pour une expédition d'Idaho Springs, vers le sommet du Mont Evans, qui sera d'abord appelé Mont Bierstadt, puis Mont Rosalie.
Dans les années 1870, il vit à San Francisco. En 1876, sa femme est diagnostiquée tuberculeuse, aussi le couple passe-t-il plusieurs mois par année à Nassau aux Bahamas jusqu'au décès de la malade en 1893. Pendant cette période, le peintre voyage également, en solitaire, au Canada. En 1882, plusieurs de ses œuvres sont détruites dans l'incendie de son atelier, situé dans le comté de Westchester en banlieue de New York.
Pendant sa longue carrière, Bierstadt a produit plus de 500 toiles.

## Œuvres
- Ruisseau de montagne,  1863, huile sur toile, 112 × 92 cm, Art Institute of Chicago[1].
- Cho-looke, the Yosemite Fall, 1864, huile sur toile, 87 × 68,9 cm, Timken Museum of Art.
- Dans les Sierras, 1868, huile sur toile, 33 × 41 cm, Cambridge, Fogg Art Museum[2].
- Le Mont Whitney, grandeur des Rocheuses, 1875, Corning, Rockwell Museum (en). Ce tableau, magnifiant la nature américaine, fut peint pour le centenaire de la Déclaration d'indépendance des États-Unis[3].

Quelques vues d'œuvres d'Albert Bierstadt
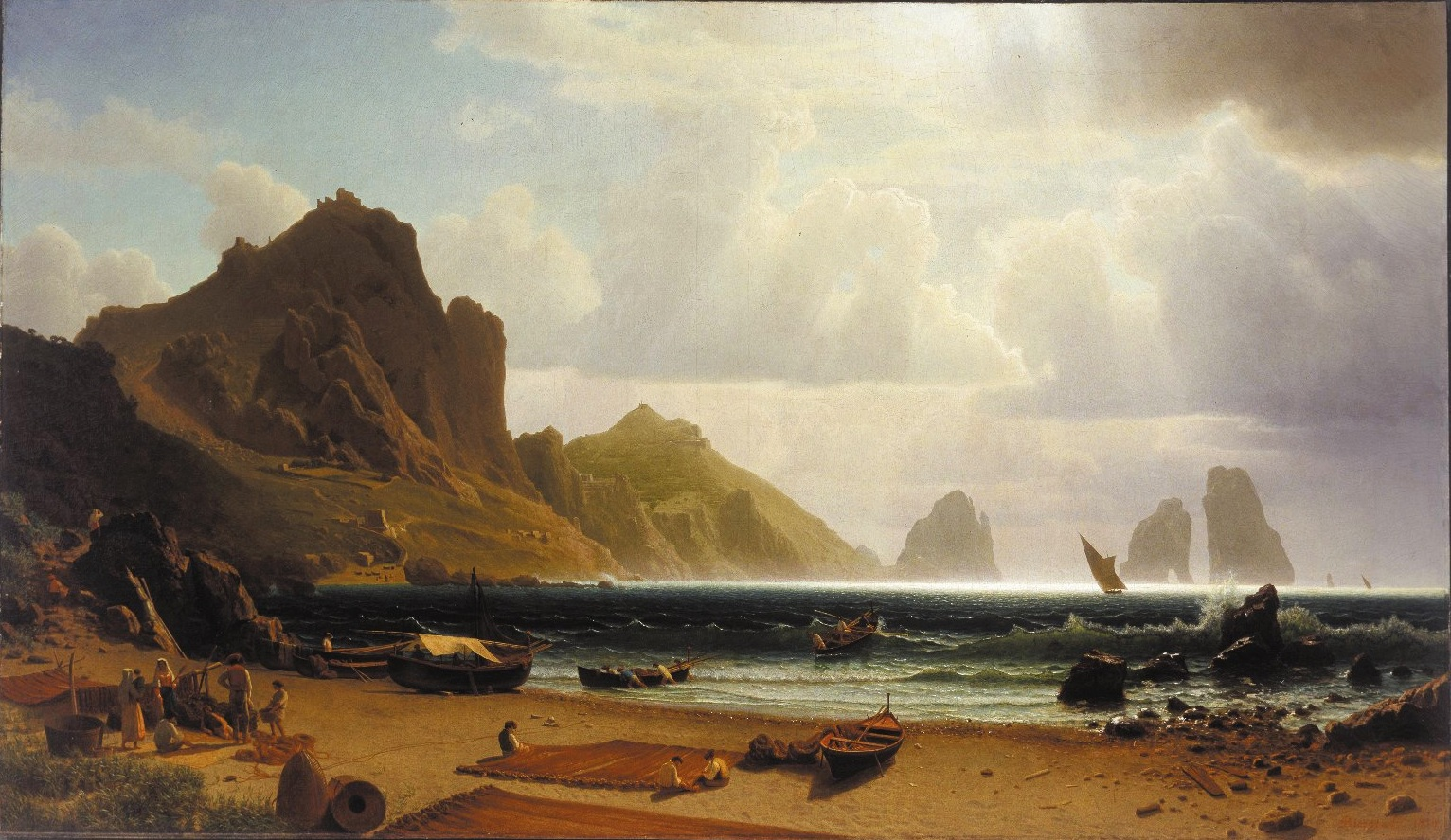
Le Port Piccdola à Capri, 1859, Buffalo, galerie d'art Albright-Knox.
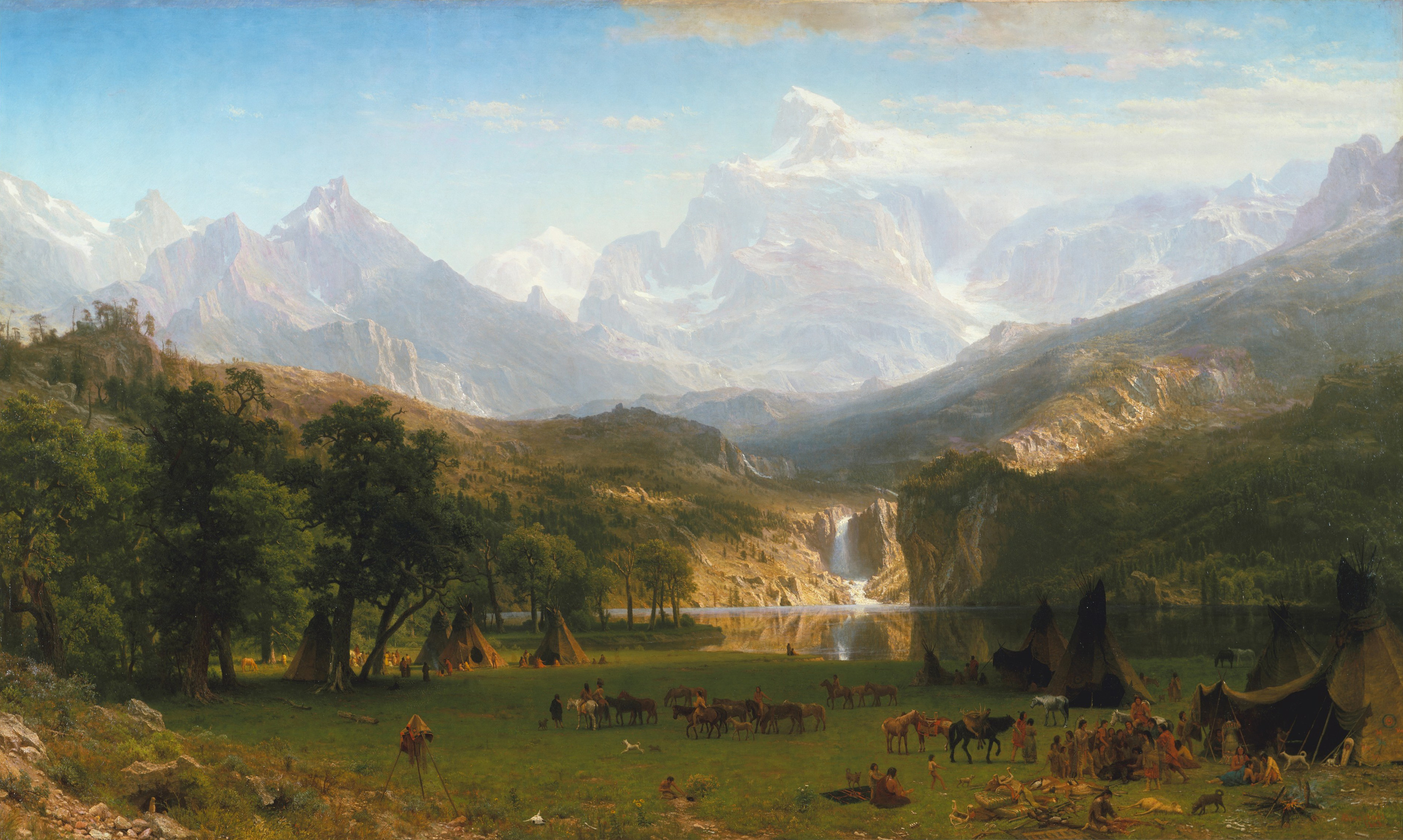
Les Montagnes Rocheuses : Lander's Peak, 1863, New York, Metropolitan Museum of Art.
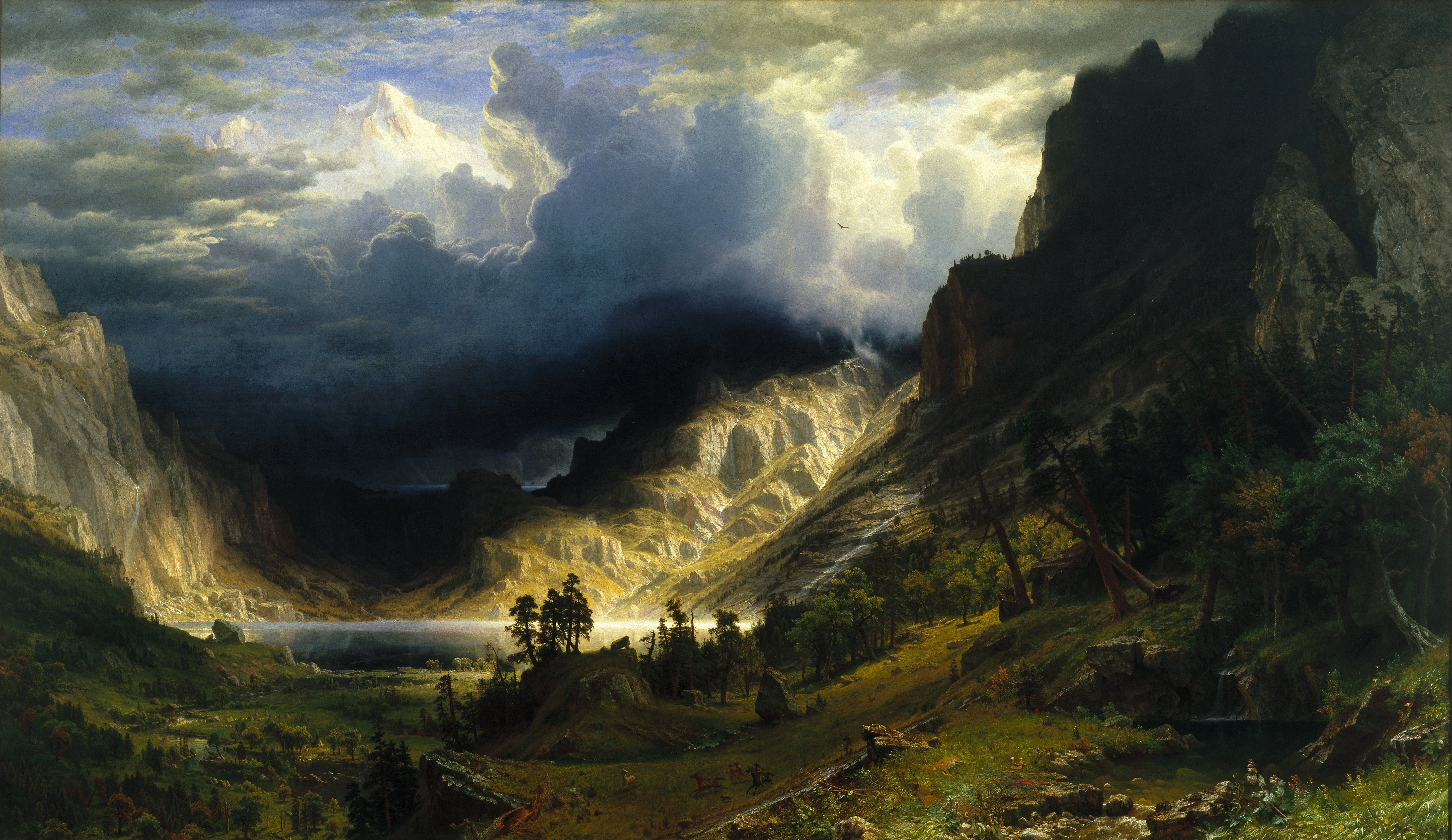
Orage dans les montagnes Rocheuses, 1866, New York, Brooklyn Museum.
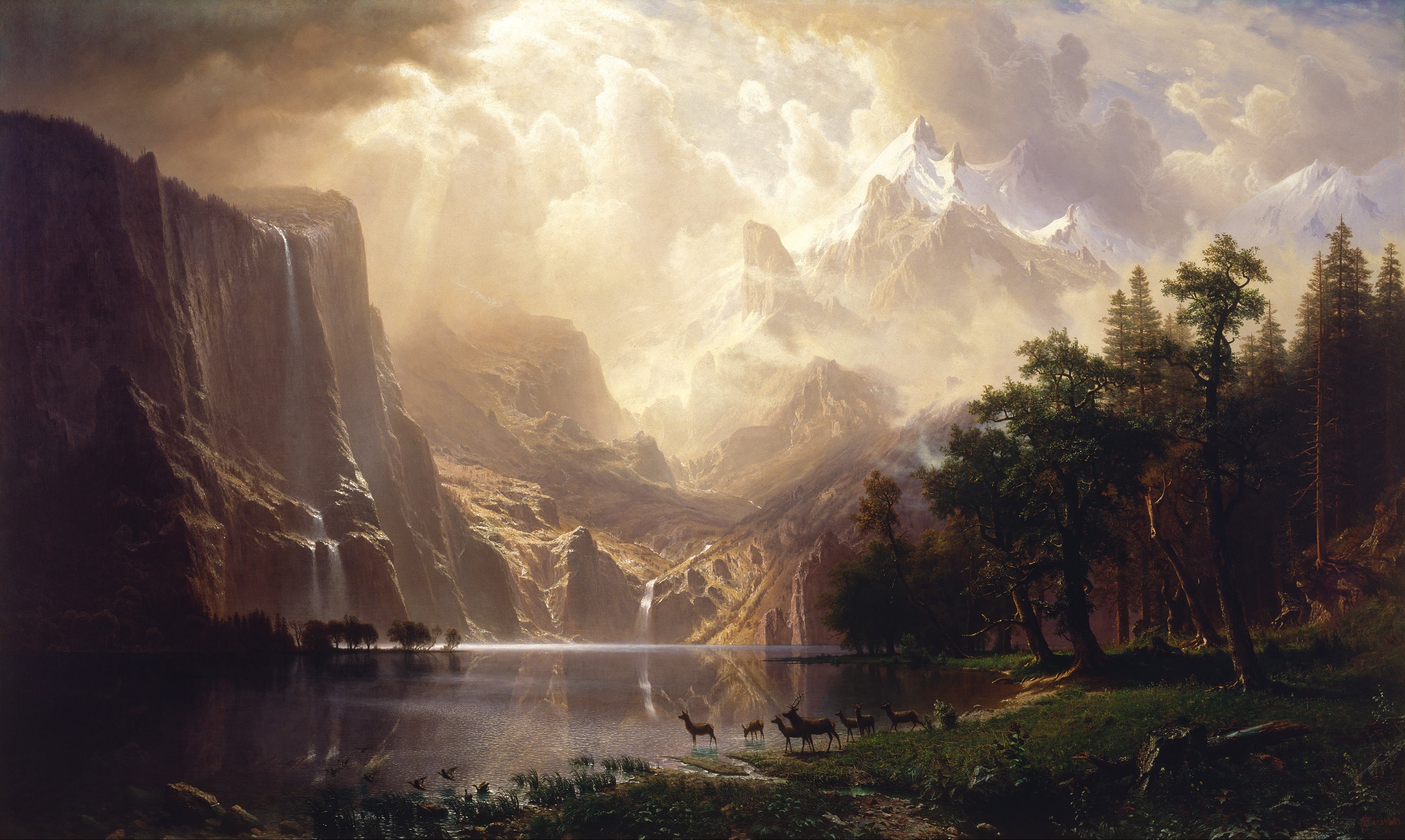
Dans la Sierra Nevada, en Californie, 1868, Washington, Smithsonian American Art Museum.
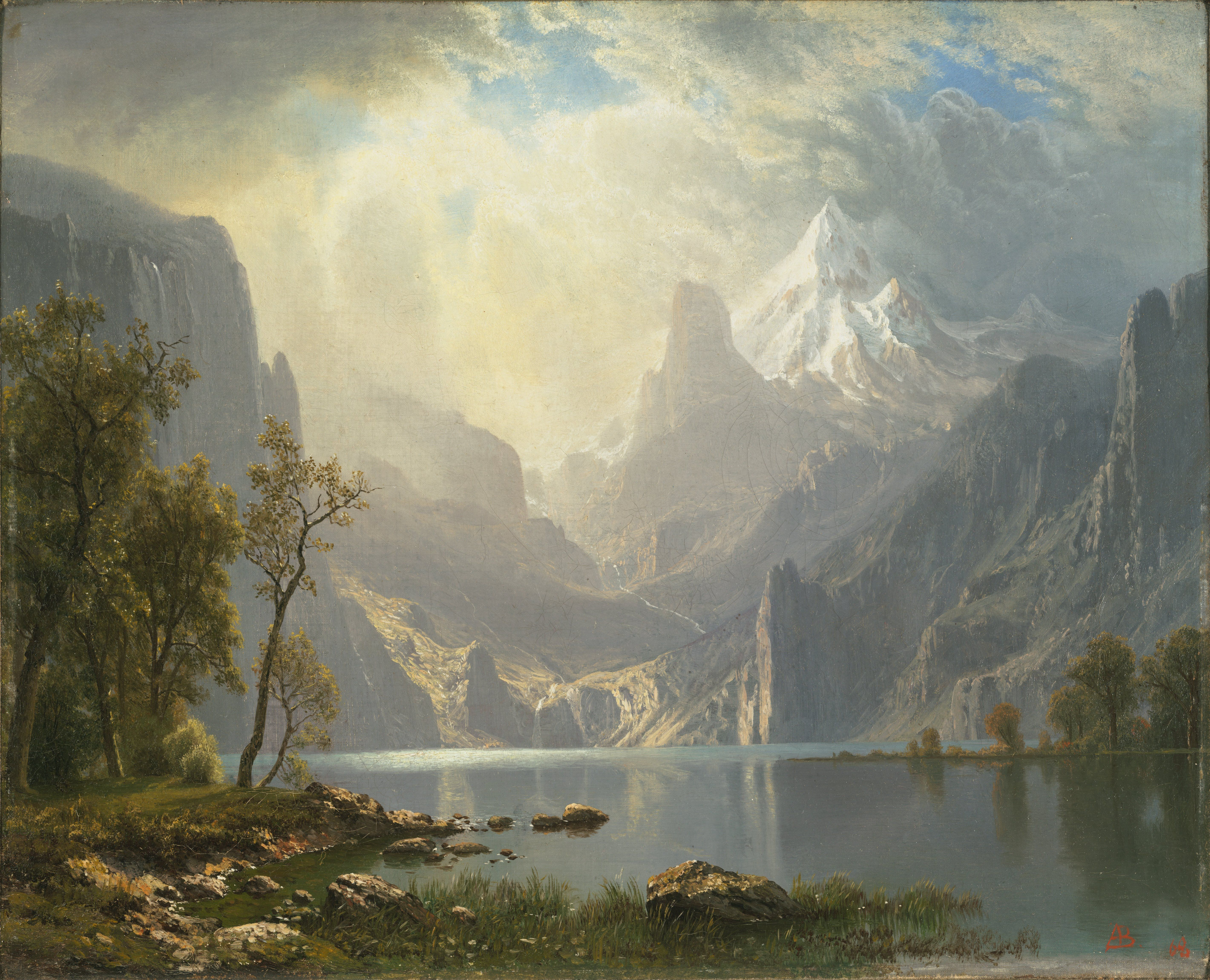
In the Sierras, 1868, Cambridge, Fogg Art Museum.
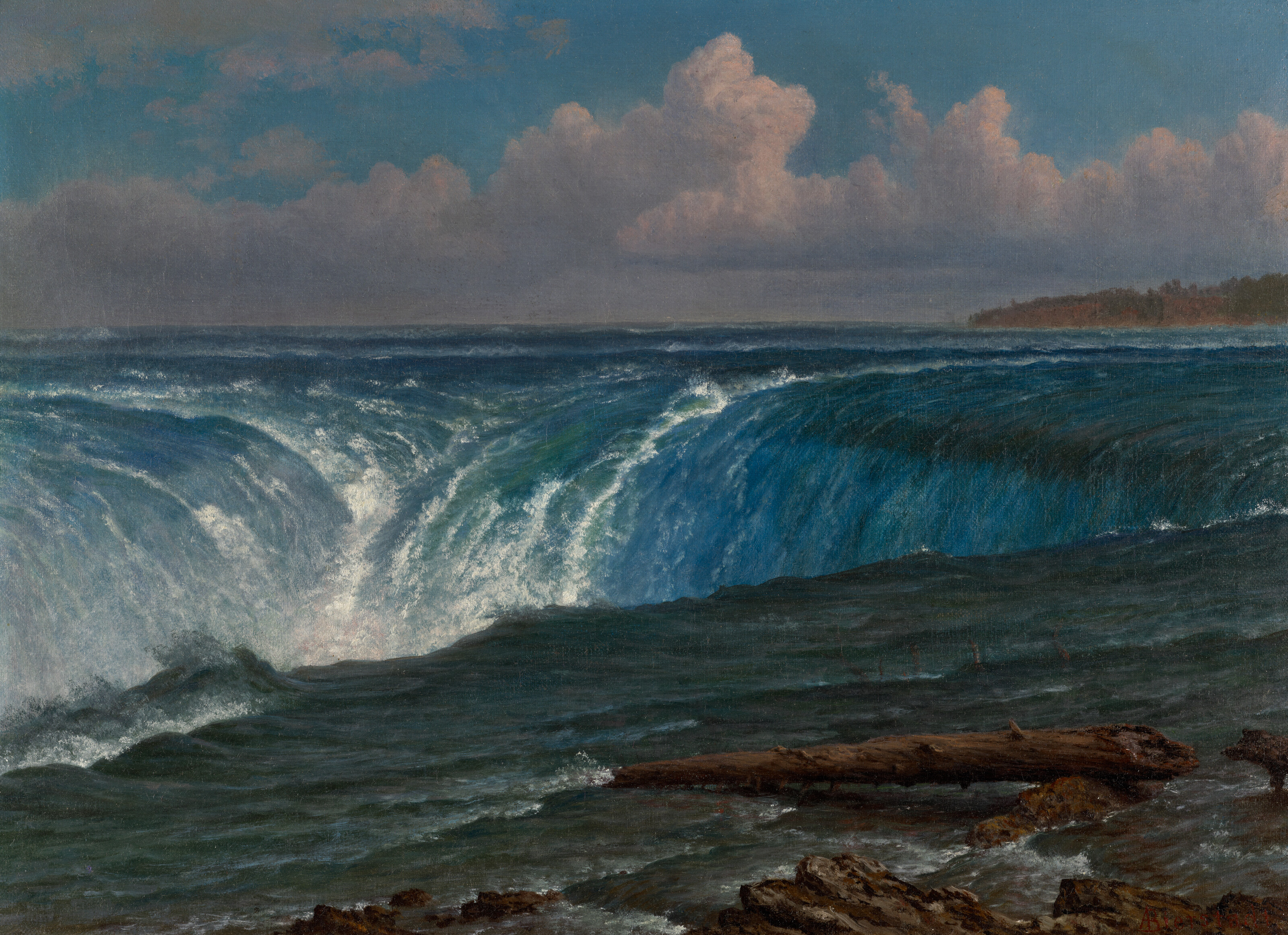
Les Chutes du Niagara, 1869, San Francisco, San Francisco De Young Museum.
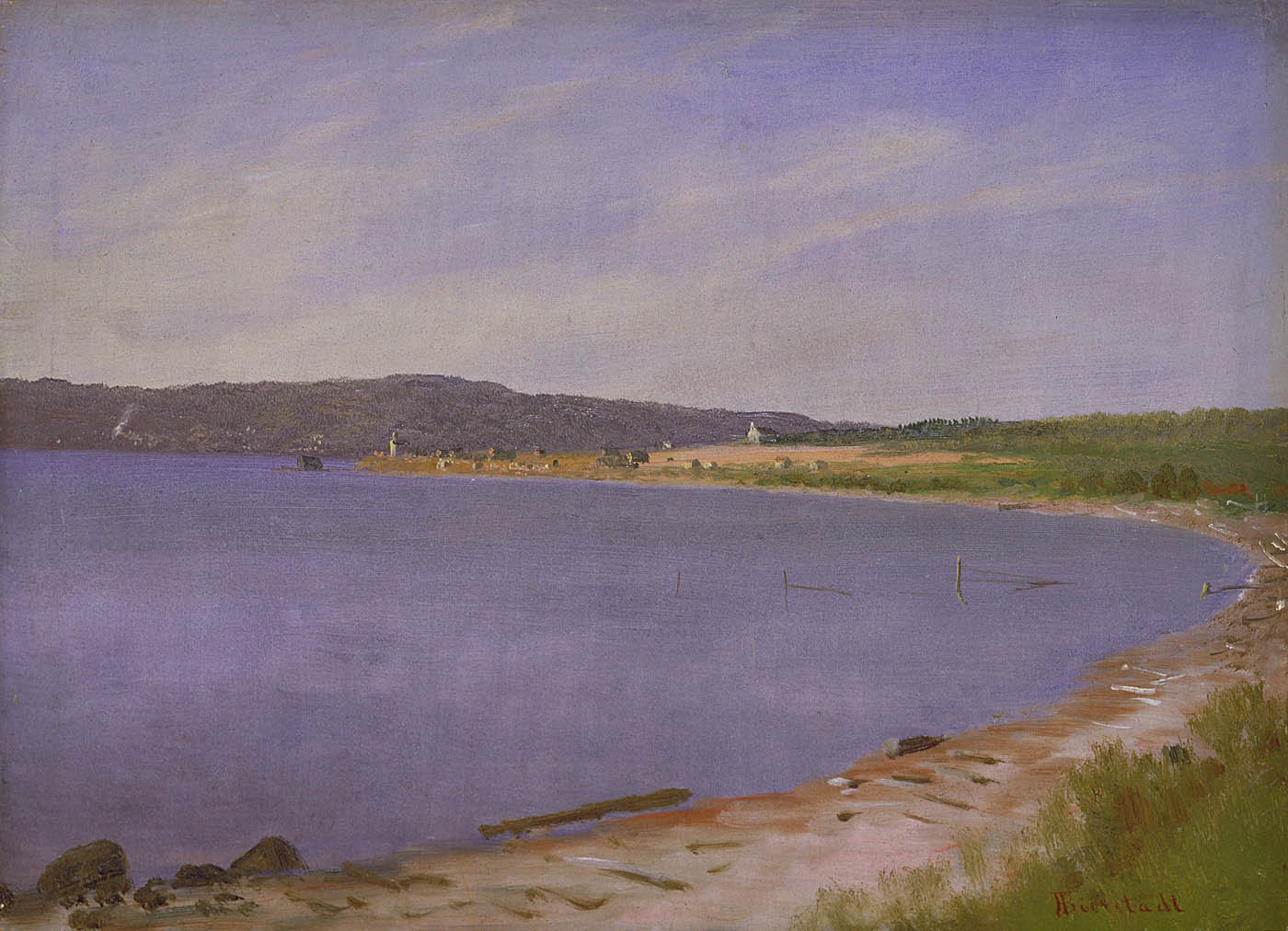
La Baie de San Francisco, 1871-1873, Washington, Smithsonian American Art Museum.
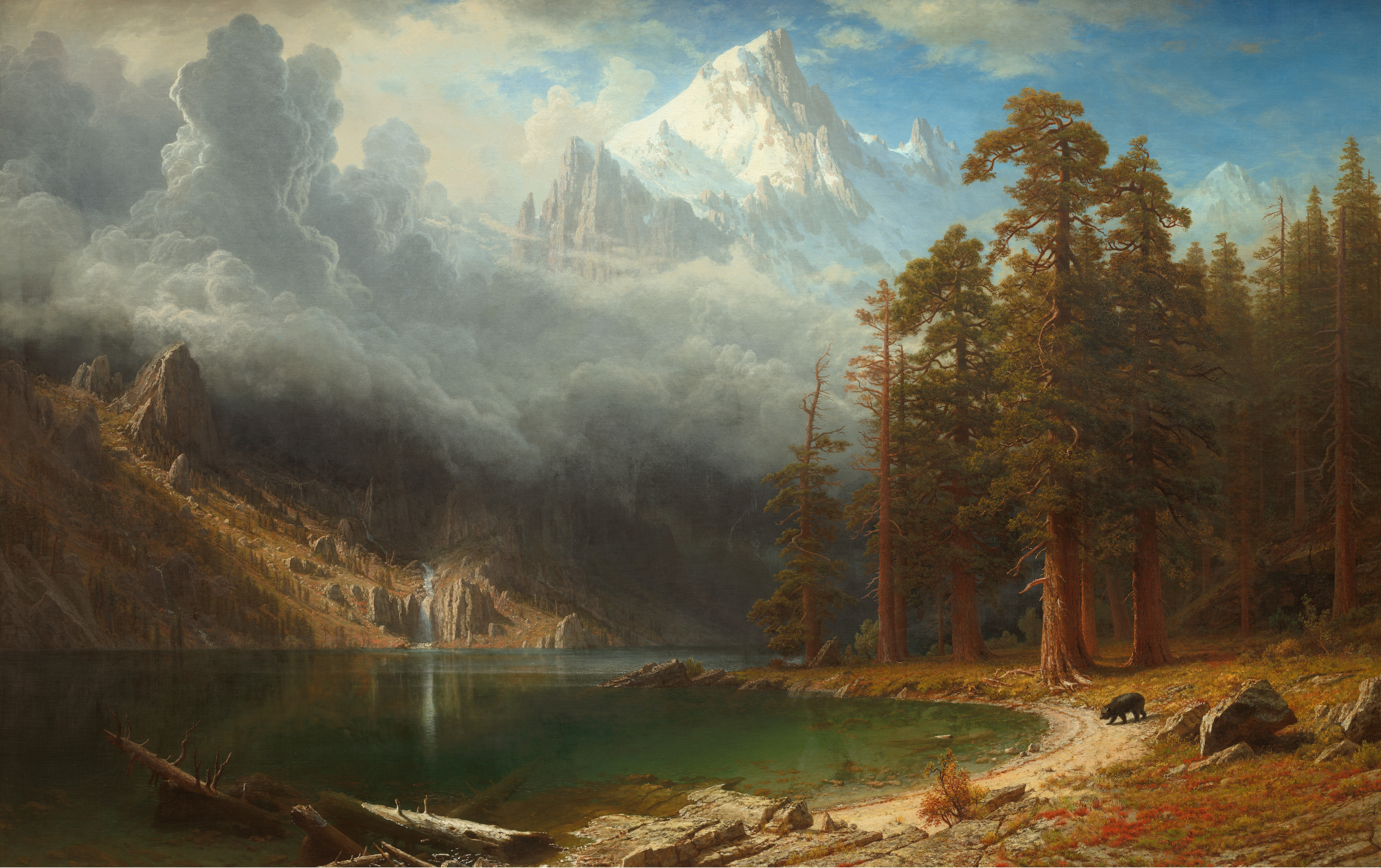
Le Mont Corcoran, vers 1876-1876, Washington, Corcoran Gallery of Art.
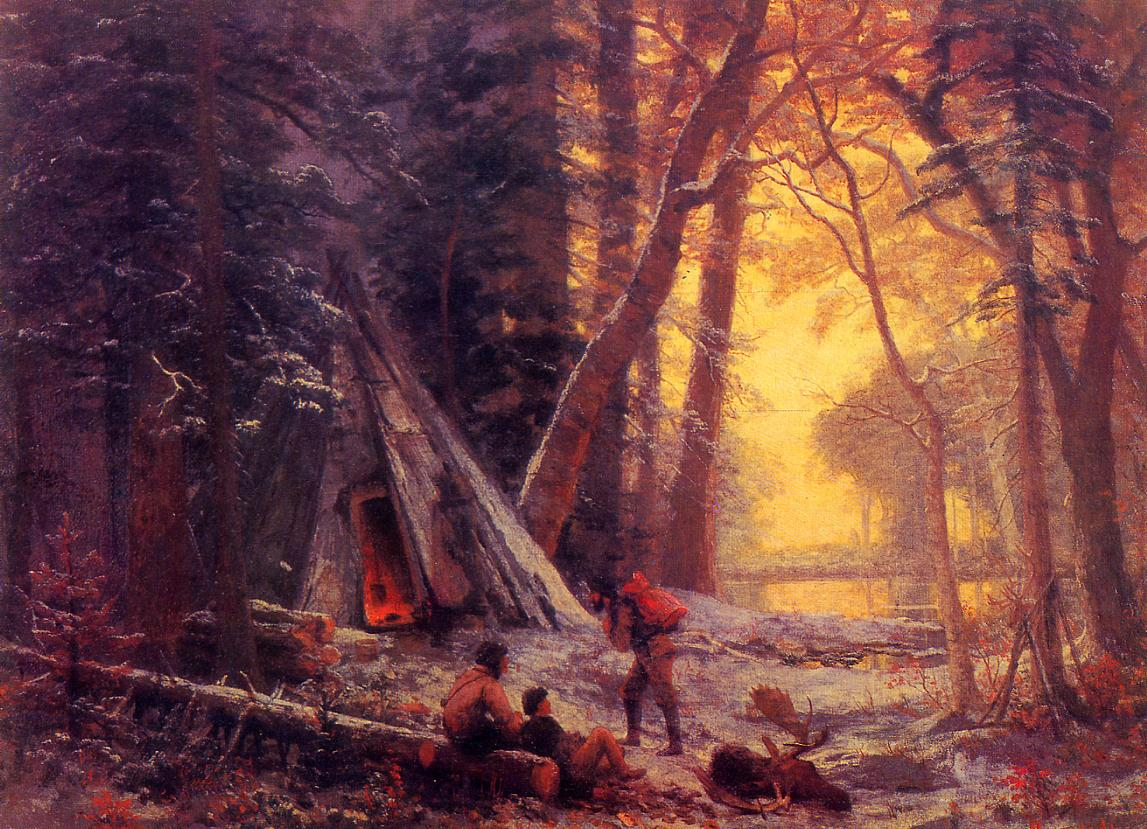
Chasseurs d'orignal en Nouvelle-Écosse, vers 1880, Boston, musée des Beaux-Arts.
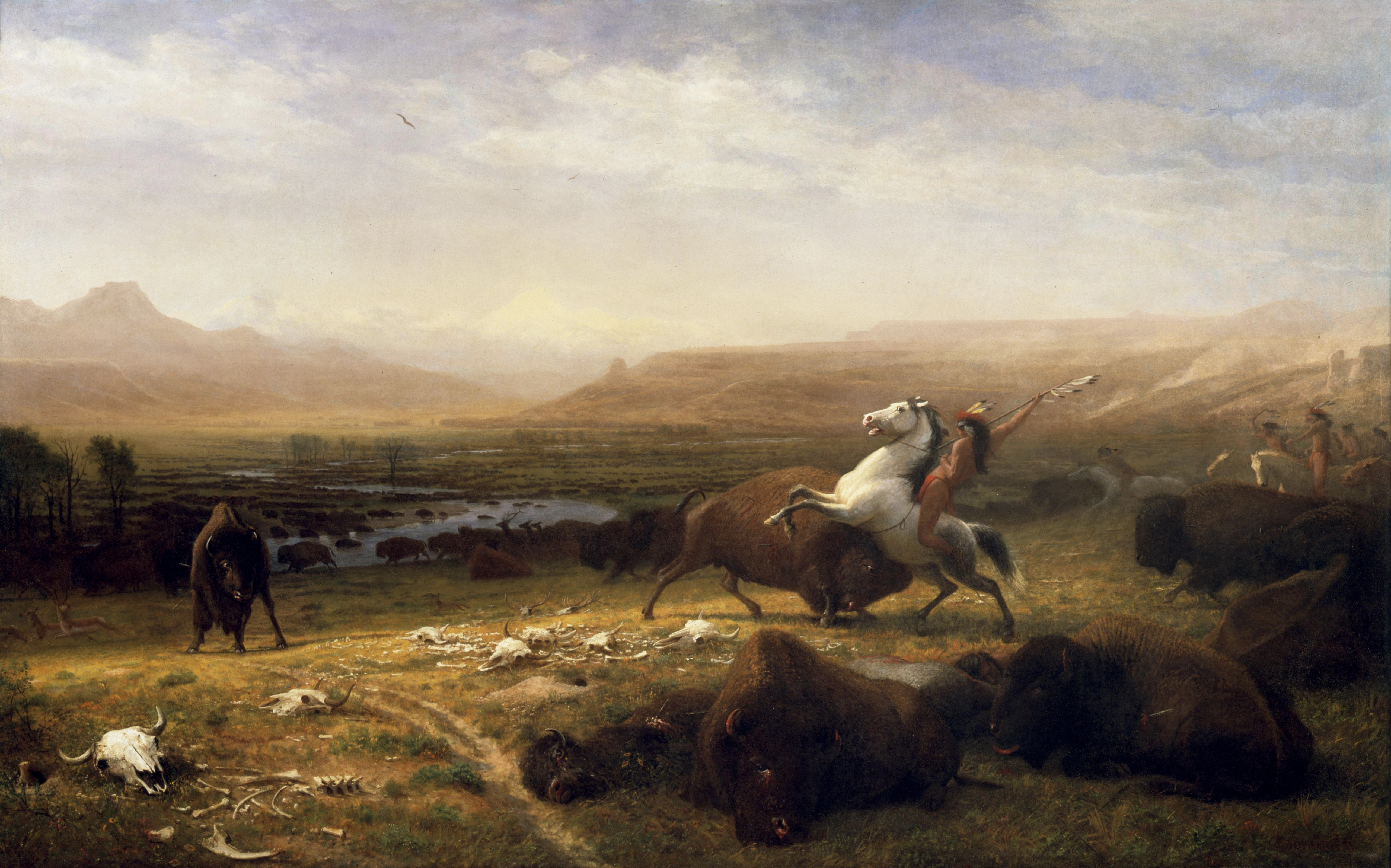
Le Dernier des bisons, vers 1888, Cody, Whitney Western Art Museum, Buffalo Bill Center of the West.

## Hommage
Découvert en 1997, l'astéroïde (10218) Bierstadt lui rend hommage.